# Alexis Claude-Maurice
Alexis Claude-Maurice (* 6. Juni 1998 in Noisy-le-Grand) ist ein französischer Fußballspieler, der aktuell beim FC Augsburg unter Vertrag steht. Der offensive Mittelfeldspieler lief außerdem für diverse französische Jugendnationalmannschaften auf.

## Karriere

### Verein
Bereits in jungen Jahren begann Alexis Claude-Maurice mit dem Fußballspielen beim US Torcy Val-Maubuée in der nordfranzösischen Stadt Torcy, Seine-et-Marne. Im Alter von 16 Jahren wechselte er in die Jugendakademie des FC Lorient. Im Dezember 2015 unterzeichnete er seinen ersten professionellen Vertrag bei den Merlus und kam von nun an in der Reservemannschaft zum Einsatz. Am 4. August 2017 bestritt er sein Debüt in der ersten Mannschaft des Zweitligisten, als er beim 0:0-Unentschieden gegen den GFC Ajaccio in der Schlussphase für Gaël Danic eingewechselt wurde. Sein erstes Tor erzielte er am 16. März 2018 beim 3:1-Heimsieg gegen die US Orléans. Am 17. März unterschrieb Claude-Maurice einen neuen Vierjahresvertrag bei Lorient. In dieser Spielzeit 2017/18 kam er in 20 Ligaspielen hauptsächlich als Einwechselspieler zum Einsatz, in denen er drei Treffer erzielen konnte. In der folgenden Saison 2018/19 gelang ihm der Durchbruch in der Startformation Lorients. Bereits in den ersten sieben Ligaspielen hatte er vier Tore und eine Vorlage auf dem Konto und trug damit einen wesentlichen Anteil, dass sich sein Verein in der oberen Tabellenhälfte etablierte. Am Ende der Spielzeit hatte er in 35 absolvierten Spielen 14 Tore und vier Assists auf dem Konto.
Am 29. August 2019 wechselte Alexis Claude-Maurice für eine Ablösesumme in Höhe von 13 Millionen Euro zum Erstligisten OGC Nizza. Sein Debüt bestritt er am 14. September 2019 (5. Spieltag) bei der 1:2-Auswärtsniederlage gegen den HSC Montpellier, als er in der 61. Spielminute für Racine Coly eingewechselt wurde. Claude-Maurice schaffte rasch nach seiner Ankunft den Sprung in die Startformation. Am 8. Februar 2020 (24. Spieltag) erzielte er bei der 1:3-Heimniederlage gegen Olympique Nîmes sein erstes Saisontor für die Aiglons. In dieser Saison 2019/20 absolvierte er 22 Ligaspiele, in denen er einen Torerfolg verbuchen konnte. Im August 2022 wechselte der Franzose für ein Jahr auf Leihbasis zum RC Lens.
Nachdem der Vertrag bei OGC Nizza zum Saisonende 2023/24 geendet hatte, wechselte Claude-Maurice in die deutsche Bundesliga zum FC Augsburg. Sein erstes Bundesligator erzielte Claude-Maurice am 4. Oktober 2024 zum zwischenzeitlichen 2:0 (Endstand 2:1) gegen Borussia Mönchengladbach. Am 23. Spieltag ebendieser Saison erzielte er im Rückspiel gegen Gladbach (Endstand 0:3) den ersten lupenreinen Hattrick Augsburgs in der Bundesliga-Geschichte.

### Nationalmannschaft
Am 6. September 2015 gab Alexis Claude-Maurice beim 6:0-Heimsieg gegen Australien sein Debüt für die französische U-18-Nationalmannschaft. Im Herbst 2015 nahm er mit der U17 an der U-17-Fußball-Weltmeisterschaft 2015 in Chile teil, wo er in zwei Gruppenspielen im Einsatz war und beim 4:0-Sieg gegen Syrien ein Tor erzielte. Bei der Niederlage im Achtelfinale gegen Costa Rica wurde er eingewechselt. Bis April 2016 lief er noch sechs weitere Male für die U18 auf. Am 2. September 2016 debütierte er für die U-19-Nationalmannschaft beim 2:0-Sieg gegen die Vereinigten Staaten. Für diese Auswahl bestritt er neun Einsätze, bevor er am 8. November 2017 erstmals für die U-20-Nationalmannschaft im Spiel gegen Marokko zum Einsatz kam.